# SpaceGodzilla
SpaceGodzilla (スペースゴジラ Supēsugojira?) es un kaiju que apareció por primera vez en la película de Toho de 1994 Godzilla vs. SpaceGodzilla.

## Origen
En Godzilla contra SpaceGodzilla, los personajes humanos realizan una hipótesis, en que las células de Godzilla, de alguna manera emitidos al espacio, cayeron en un agujero negro y mutando en una forma de vida parcialmente cristalina, que luego salió de un agujero blanco. No se sabe a ciencia cierta cuál fue la causa de que las células de Godzilla llegaran a caer en el agujero negro, pero se explica en la película que cualquiera de las células de Biollante, escaparon de la órbita terrestre cuando se levantó en el espacio después de luchar contra Godzilla en 1989; o que Mothra llevó, sin saberlo, las células de Godzilla al espacio, cuando ella iba al espacio, para desviar un meteorito que se dirigió a la Tierra en 1992.

## Visión general

### Desarrollo
El personaje fue diseñado como un homenaje al progenitor insinuado del monstruo, Biollante al incorporar colmillos y un rugido silbante que recuerda al último monstruo. El diseñador de criaturas Shinji Nishikawa había imaginado inicialmente a SpaceGodzilla como una criatura mucho más parecida a un dragón occidental con grandes alas en forma de aleta en la parte posterior. Otros diseños tempranos para el "Astrogodzilla" propuesto incluyeron que era un Godzilla albino con alas expansivas, dos colas y la capacidad de disparar un rayo de hielo. Otro diseño para SpaceGodzilla hizo que el personaje fuera un cuadrúpedo o un monstruo mucho más parecido a Biollante al mando de una horda de libélulas cósmicas. El diseño final se parecía más a la forma final de Godzilla del videojuego Super Godzilla, también diseñado por Nishikawa. El artista de efectos especiales Koichi Kawakita decidió incorporar cristales en el diseño de SpaceGodzilla, y agregó un cuerno prominente en la cabeza de la criatura para insinuar su poder e implicar que tenía habilidades de radar.
En su película debut, los orígenes de SpaceGodzilla quedan ambiguos, pero se teoriza que nació a través de las células de Godzilla (transportadas al espacio por las esporas de Mothra o Biollante) expuestas a la radiación de un agujero negro. SpaceGodzilla se dirige a la Tierra y atrapa al Litttle Godzilla en una prisión cristalina, antes de viajar a Fukuoka y formar una fortaleza de cristal que drena la ciudad del poder, la canaliza a través de la Torre Fukuoka y la transfiere a SpaceGodzilla. Finalmente se detiene a través de los esfuerzos combinados de Godzilla y MOGUERA.

## Apariciones

### Película
- Godzilla vs. SpaceGodzilla (1994)

### Videojuegos
- Godzilla Trading Battle (PlayStation - 1998)
- Godzilla: Save the Earth (Xbox, PS2 - 2004)
- Godzilla: Unleashed (Wii, PS2 - 2007) - los kaijus Krystalak y Obsidius originales nacieron de los cristales de SpaceGodzilla
- Godzilla Unleashed: Double Smash (NDS - 2007) - como jefe
- Godzilla: The Game (PS4 - 2015)
- Godzilla Defense Force (2019)

### Literatura
- Godzilla vs. SpaceGodzilla (manga - 1994)
- Godzilla: Ongoing (cómic - 2012)
- Godzilla: The Half-Century War (cómic - 2012-2013)
- Godzilla: Rulers of Earth (cómic - 2013-2015)
- Godzilla in Hell (cómic - 2015)